# Michael E. Briant
Pour les articles homonymes, voir Briant.
Michael E. Briant est un réalisateur, acteur, producteur et scénariste britannique, né le 14 février 1942 à Bournemouth en Angleterre.

## Biographie
Après avoir été un enfant acteur, c'est en 1963, à vingt-et-un ans, que Michael Briant rejoint la BBC en tant qu'assistant de plateau au département de la fiction et devient l'année d'après assistant de production. 
En 1966, il tente le concours pour être réalisateur et commence à réaliser des épisodes de séries telles que Z-Cars, Doctor Who et Warship. De sa période sur la série Doctor Who, il dirigera près de six épisodes notamment Colony in Space (1971), The Sea Devils (1972), The Green Death (1973) et arrêtera après sa direction favorite, celle de The Robots of Death (1977). Même s'il dira plusieurs fois ne pas avoir trouvé agréable de filmer pour cette série, il commentera toutefois les épisodes qu'il a tourné dans les éditions DVD. 
Il tournera aussi des épisodes pour la série Secret Army entre 1978 et 1979 ainsi que des épisodes de sa suite Kessler. Il tournera aussi des épisodes de la série Blood Money pour laquelle il fera tourner d'anciens acteurs de Secret Army. Dans les années 1980, il part travailler à la télévision des Pays-Bas.
Vers la fin des années 1970 et le début des années 1980, il filme des adaptations de classiques à la télévision comme L'Île au trésor ainsi que Le Conte de deux cités. Dans les années 1990, il se tourne vers la production de documentaire. Passionné de voile, il s'installe en Espagne et se tourne vers la production de documentaires. Il écrira une autobiographie Who is Michael Briant ainsi que des guides sur la navigation.

## Filmographie

### Comme réalisateur
- 1955 : Dixon of Dock Green (série télévisée)
- 1962 : Z-Cars (série télévisée)
- 1965 : The Newcomers (série télévisée)
- 1969 : The Doctors (en) (série télévisée)
- 1971 : La Grande Aventure de James Onedin (The Onedin Line) (série télévisée)
- 1971 : Doctor Who (épisode Colony in Space) (série télévisée)
- 1972 : Emmerdale Farm (série télévisée)
- 1972 : Doctor Who (épisode The Sea Devils) (série télévisée)
- 1973 : Sutherland's Law (série télévisée)
- 1973 : Doctor Who (épisode The Green Death) (série télévisée)
- 1973 : Warship (série télévisée)
- 1974 : Doctor Who (épisode Death to the Daleks) (série télévisée)
- 1975 : Angels (série télévisée)
- 1975 : Doctor Who (épisode Revenge of the Cybermen) (série télévisée)
- 1977 : Secret Army (série télévisée)
- 1977 : Treasure Island (en) (feuilleton TV)
- 1977 : Doctor Who (épisode The Robots of Death) (série télévisée)
- 1978-1980 : Blake's 7 (série télévisée)
- 1980 : Breakaway (série télévisée)
- 1980 : A Tale of Two Cities (en) (feuilleton TV)
- 1981 : Blood Money (feuilleton TV)
- 1982 : Tangiers
- 1985 : EastEnders (série télévisée)
- 1985 : Howards' Way (série télévisée)
- 1986 : Hideaway (feuilleton TV)
- 1989 : Spijkerhoek (série télévisée)
- 1990 : Vrienden voor het leven (série télévisée)
- 1992 : Zonder Ernst (série télévisée)
- 1996 : Jansen, Jansen (série télévisée)

### Comme acteur
- 1953 : Billy Bunter of Greyfriars School (série télévisée) : Frank Nugent
- 1957 : True as a Turtle : Paul

### Comme producteur
- 1982 : Tangiers
- 1992 : Zonder Ernst (série télévisée)

### Comme scénariste
- 1980 : A Tale of Two Cities (feuilleton TV)